# Pietro Amuloya
Pietro Amuloya (* ?; † vor 26. August 1435) war ein italienischer Geistlicher und römisch-katholischer Bischof von Isola und danach von Catanzaro in Kalabrien (Italien). 

## Lebensgeschichte
Über seine Herkunft ist, außer dass er aus Catanzaro stammte, nicht viel bekannt. Auch über seine frühe kirchliche Laufbahn weiß man nichts. Am 30. Dezember 1388 wurde er von Papst Urban VI. zum Bischof von Isola ernannt. Nach seiner Ernennung zum Bischof von Isola schloss er sich dem Gegenpapst Clemens VII. an und wurde von diesem am 18. März 1394 als Bischof von Isola bestätigt. Papst Gregor XII. entfernte ihn 1410 als illegitim von seinem Bischofsstuhl. Er wurde aber von seinem Nachfolger Martin V. am 28. März 1421 wieder als Bischof von Isola bestätigt und am 7. April 1421 zum Bischof von Catanzaro ernannt. Dort starb er vor dem 26. August 1435.